# Cora inca
Cora inca är en trollsländeart som först beskrevs av Selys 1873.  Cora inca ingår i släktet Cora och familjen Polythoridae. Inga underarter finns listade i Catalogue of Life.